# Liste der Naturdenkmale in Lossatal

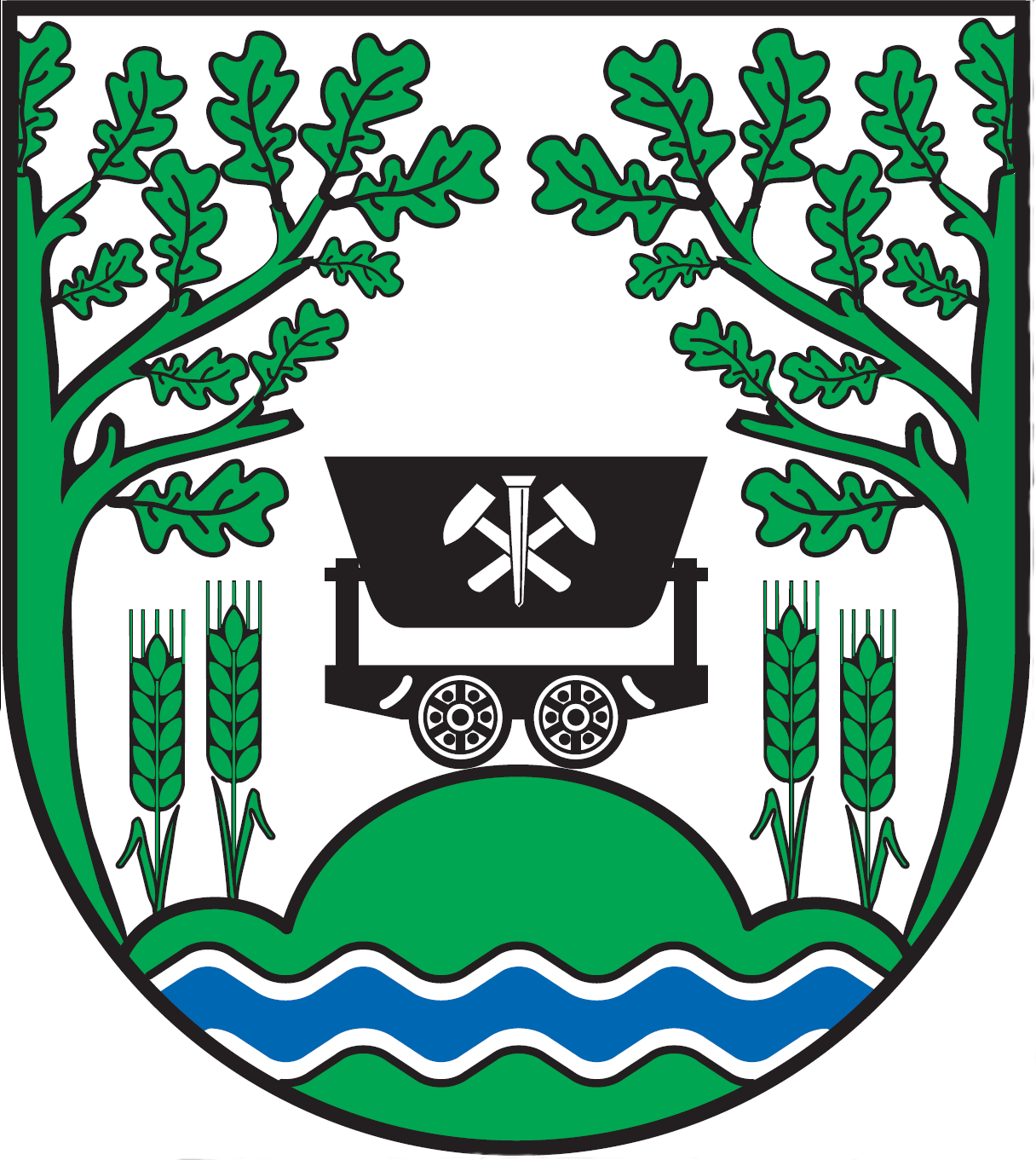
Wappen von Lossatal

Lage von Lossatal

In der Liste der Naturdenkmale in Lossatal werden die Einzel-Naturdenkmale, Geotope und Flächennaturdenkmale in der Gemeinde Lossatal im Landkreis Leipzig und ihren 17 Ortschaften aufgeführt.
Bisher sind laut der angegebenen Quellen 11 Einzel-Naturdenkmal, 0 Geotope und 4 Flächennaturdenkmale bekannt und hier aufgelistet.
Die Angaben der Liste basieren auf Daten der Bekanntmachungs-Seite des Landkreises und den Daten auf dem Geoportal des Landkreises Leipzig.

## Definition
„Gesetz über Naturschutz und Landschaftspflege (BNatSchG), § 28 Naturdenkmäler:
 Naturdenkmäler sind rechtsverbindlich festgesetzte Einzelschöpfungen der Natur oder entsprechende Flächen bis zu fünf Hektar, deren besonderer Schutz erforderlich ist
1. aus wissenschaftlichen, naturgeschichtlichen oder landeskundlichen Gründen oder
2. wegen ihrer Seltenheit, Eigenart oder Schönheit.“

„SächsNatSchG, § 18 Naturdenkmäler (zu § 28 BNatSchG):
1. Die Erklärung nach § 22 Abs. 1 BNatSchG von Teilen von Natur und Landschaft als Naturdenkmal erfolgt durch Rechtsverordnung oder Einzelanordnung.
2. Über § 28 Abs. 1 BNatSchG hinaus können Naturdenkmäler zur Sicherung von Lebensgemeinschaften oder Lebensstätten von im Bestand gefährdeten oder streng geschützten Arten festgesetzt werden.“

## Legende
- Bild: zeigt ein vorhandenes Foto des Naturdenkmals.
- ND/GEO/FND-Nr: zeigt die jeweilige Nr. des Objekts – ND (Einzel-)Naturdenkmal, GEO Geotope oder FND (Flächen-Naturdenkmal)
- Beschreibung: beschreibt das Objekt näher
- Koordinaten: zeigt die Lage auf der Karte
- Quelle: Link zur Referenzquelle

## (Einzel-)Naturdenkmale (ND)
| Bild           | ND-Nr. | Ortsteil        | Alter      | Beschreibung | Koordinaten                                        | Quellen                       |
| -------------- | ------ | --------------- | ---------- | --- | -------------------------------------------------- | ----------------------------- |
| Weitere Bilder | ND 76  | Frauwalde       | unb.       | Linde - zu 4 alte Bäume in Frauwalde, am nördlichen Eichenweg (Nr. 1) / Kreuzung Falkenhainer Straße                         | 51° 24′ 9″ N, 12° 54′ 56″ O (Flurstück-Nr. 309)    | SG Naturschutz: VO 1997-06-26 |
| Weitere Bilder | ND 77  | Frauwalde       | unb.       | Eiche (Nord) - zu 4 alte Bäume in Frauwalde, am nördlichen Eichenweg (neben Nr. 1)                                           | 51° 24′ 8″ N, 12° 54′ 55″ O (Flurstück-Nr. 319/5)  | SG Naturschutz: VO 1997-06-26 |
| Weitere Bilder | ND 78  | Frauwalde       | unb.       | Eiche (Süd) - zu 4 alte Bäume in Frauwalde, am südlichen Eichenweg (neben Nr. 16)                                            | 51° 23′ 59″ N, 12° 55′ 9″ O (Flurstück-Nr. 46/3)   | SG Naturschutz: VO 1997-06-26 |
| Weitere Bilder | ND 79  | Heyda           | unb.       | Eiche am Stolpenteich, Ostufer Flusslauf Lossa, südlich Ortslage Heyda/Mark Stolpen                                          | 51° 22′ 15″ N, 12° 54′ 17″ O (Flurstück-Nr. 161)   | SG Naturschutz: VO 1997-06-26 |
| Bild gesucht   | ND 80  | Hohburg         | unb.       | Rotbuche (Fagus sylvatica) am Burzelberg, im nördlichen Teil des Waldgebiet Hohburger Berge                                  | 51° 26′ 1″ N, 12° 48′ 48″ O (Flurstück-Nr. 645c)   | SG Naturschutz: VO 1997-06-26 |
| Weitere Bilder | ND 81  | Mark Schönstädt | unb.       | Stieleiche (Quercus robur) im Feld östlich Ortslage Mark Schönstadt, nördlich Wermsdorfer Forst                              | 51° 21′ 26″ N, 12° 53′ 21″ O (Flurstück-Nr. 345/7) | SG Naturschutz: VO 1997-06-26 |
| Weitere Bilder | ND 82  | Meltewitz       | unb.       | Sommerlinde (Tilia platyphyllos) am Ende der Rittergasse, Meltewitz neben Lossa-Brücke                                       | 51° 21′ 51″ N, 12° 54′ 26″ O (Flurstück-Nr. 3a)    | SG Naturschutz: VO 1997-06-26 |
| Bild gesucht   | ND 83  | Müglenz         | unb.       | Eiche am Güldenen Gehau, im Waldstück östlich Hohburger Berge, nördlich Ortslage Müglenz                                     | 51° 25′ 22″ N, 12° 49′ 46″ O (Flurstück-Nr. 274)   | SG Naturschutz: VO 1997-06-26 |
| Bild gesucht   | ND 84  | Thammenhain     | unb.       | Eiche am ehemaligen Kuhteich, nordöstlich Thammenhain, im westlichen Teil des Schildberg-Wald                                | 51° 26′ 15″ N, 12° 52′ 15″ O (Flurstück-Nr. 266)   | SG Naturschutz: VO 1997-06-26 |
| Weitere Bilder | ND 85  | Thammenhain     | ca. 400 J. | sog. Galgen-Eichen am Thammenhainer Bach, 3 Traubeneichen (Quercus petraea) neben K 8310 am Quelllauf des Thammenhainer Bach | 51° 26′ 5″ N, 12° 50′ 7″ O (Flurstück-Nr. 518/1)   | SG Naturschutz: VO 1997-06-26 |
| Weitere Bilder | ND 86  | Thammenhain     | ca. 300 J. | Eiche im Park nördlich Schwanteich am Schloss Thammenhain                                                                    | 51° 25′ 18″ N, 12° 51′ 29″ O (Flurstück-Nr. 694/1) | SG Naturschutz: VO 2020-07-15 |

## Flächennaturdenkmale
| Bild           | FND-Nr.   | Name                                 | Beschreibung | Verordnet  | Fläche    | Koordinaten                  | Quellen                               |
| -------------- | --------- | ------------------------------------ | --- | ---------- | --------- | ---------------------------- | ------------------------------------- |
| Weitere Bilder | l_la: 021 | Lehmgeide Großzschepa                | Waldwiese neben Alte Wurzener Straße (Großzschepa), südwestlich Ortslage                                                      | 19.12.1986 | 6.662 m²  | 51° 24′ 31″ N, 12° 45′ 8″ O  | Beschluss RdK Wurzen 127-26/86        |
| Weitere Bilder | l_la: 072 | Grimmaisches Holz                    | Flur-Waldbiotop, östlich Ortslage Kühnitzsch                                                                                  | 31.03.1976 | 24.884 m² | 51° 22′ 34″ N, 12° 50′ 30″ O | Beschluss RdK Wurzen 32-7./76         |
| Weitere Bilder | l_la: 075 | Stolpenteich                         | Teichbiotop südlich Ortslage Heyda, neben Flusslauf Lossa                                                                     | 31.03.1976 | 73.887 m² | 51° 22′ 23″ N, 12° 54′ 8″ O  | Beschluss RdK Wurzen 32-7./76         |
| Weitere Bilder | l_la: 085 | Steinbruch Collmener Straße, Lüptitz | Trockenrasen-Biotop im ehemaligen Steinbruch, neben Collmener Straße (S19 von Wurzen nach Böhlitz), nördlich Stadtwald Wurzen | 26.02.1998 | 15.817 m² | 51° 23′ 35″ N, 12° 44′ 29″ O | VO Muldentalkreis, Beschluss 364/I/98 |